# Ферьер-Сен-Мари
Ферье́р-Сен-Мари́ (фр. Ferrières-Saint-Mary, окс. Ferrières Sant Mary) — коммуна во Франции, находится в регионе Овернь. Департамент — Канталь. Входит в состав кантона Массьяк. Округ коммуны — Сен-Флур.
Код INSEE коммуны — 15069.
Коммуна расположена приблизительно в 420 км к югу от Парижа, в 70 км южнее Клермон-Феррана, в 60 км к северо-востоку от Орийака.

## Население
Население коммуны на 2008 год составляло 247 человек.
| 1962 | 1968 | 1975 | 1982 | 1990 | 1999 | 2008 |
| ---- | ---- | ---- | ---- | ---- | ---- | ---- |
| 474  | 519  | 476  | 436  | 402  | 299  | 247  |

## Администрация
| Период | Период | Фамилия          | Партия | Примечания |
| ------ | ------ | ---------------- | ------ | ---------- |
| 1965   | 2001   | Франсуа Оруз     |        |            |
| 2001   | 2008   | Женевьев Бертран |        |            |
| 2008   |        | Ален Кро         |        |            |

## Экономика
В 2007 году среди 138 человек в трудоспособном возрасте (15—64 лет) 92 были экономически активными, 46 — неактивными (показатель активности — 66,7 %, в 1999 году было 60,6 %). Из 92 активных работали 86 человек (53 мужчины и 33 женщины), безработных было 6 (1 мужчина и 5 женщин). Среди 46 неактивных 18 человек были учениками или студентами, 15 — пенсионерами, 13 были неактивными по другим причинам.

## Достопримечательности
- Средневековая церковь Сен-Мари-ле-Кро. Памятник истории с 1992 года[3]

## Фотогалерея

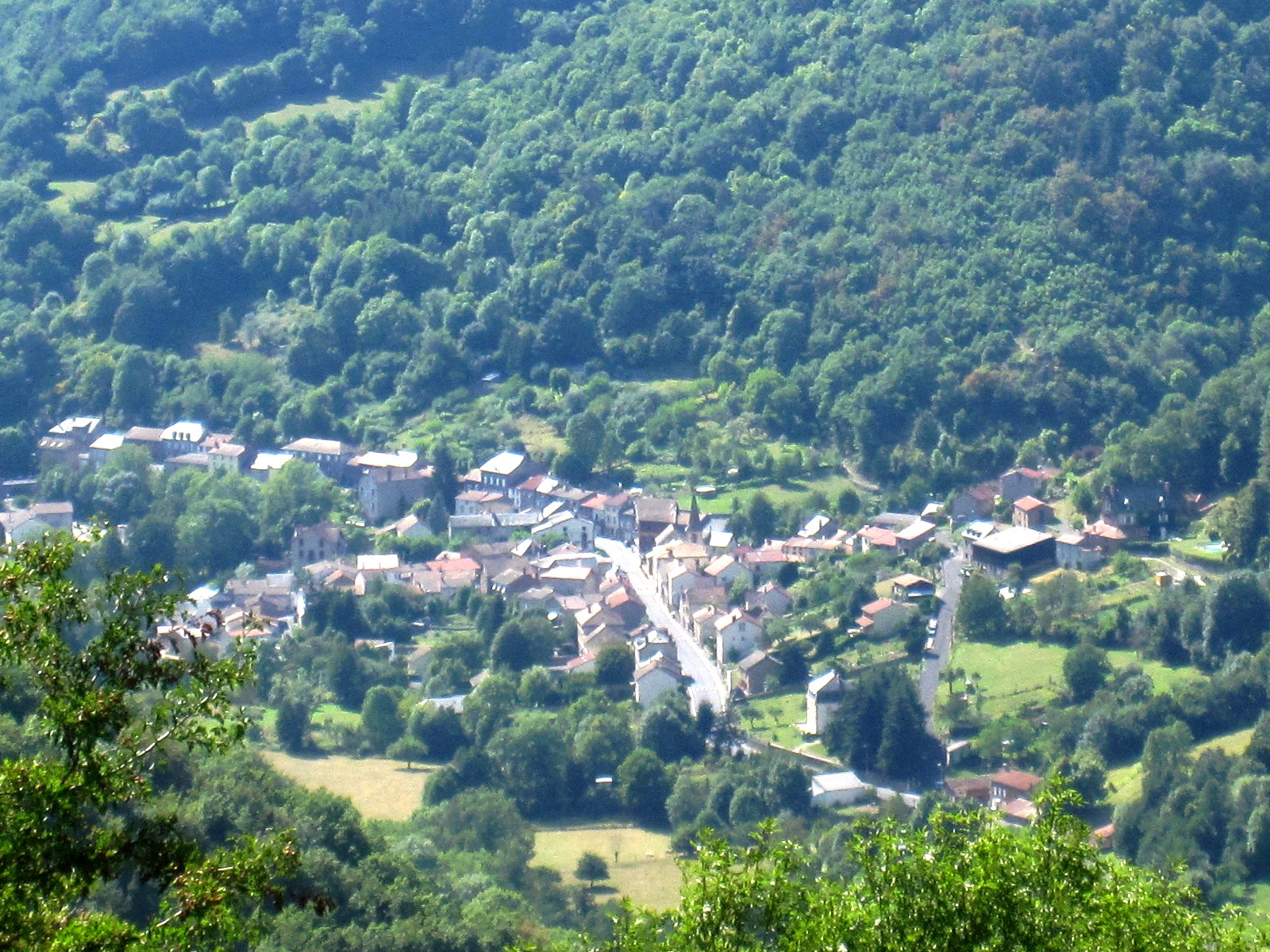
Ферьер-Сен-Мари
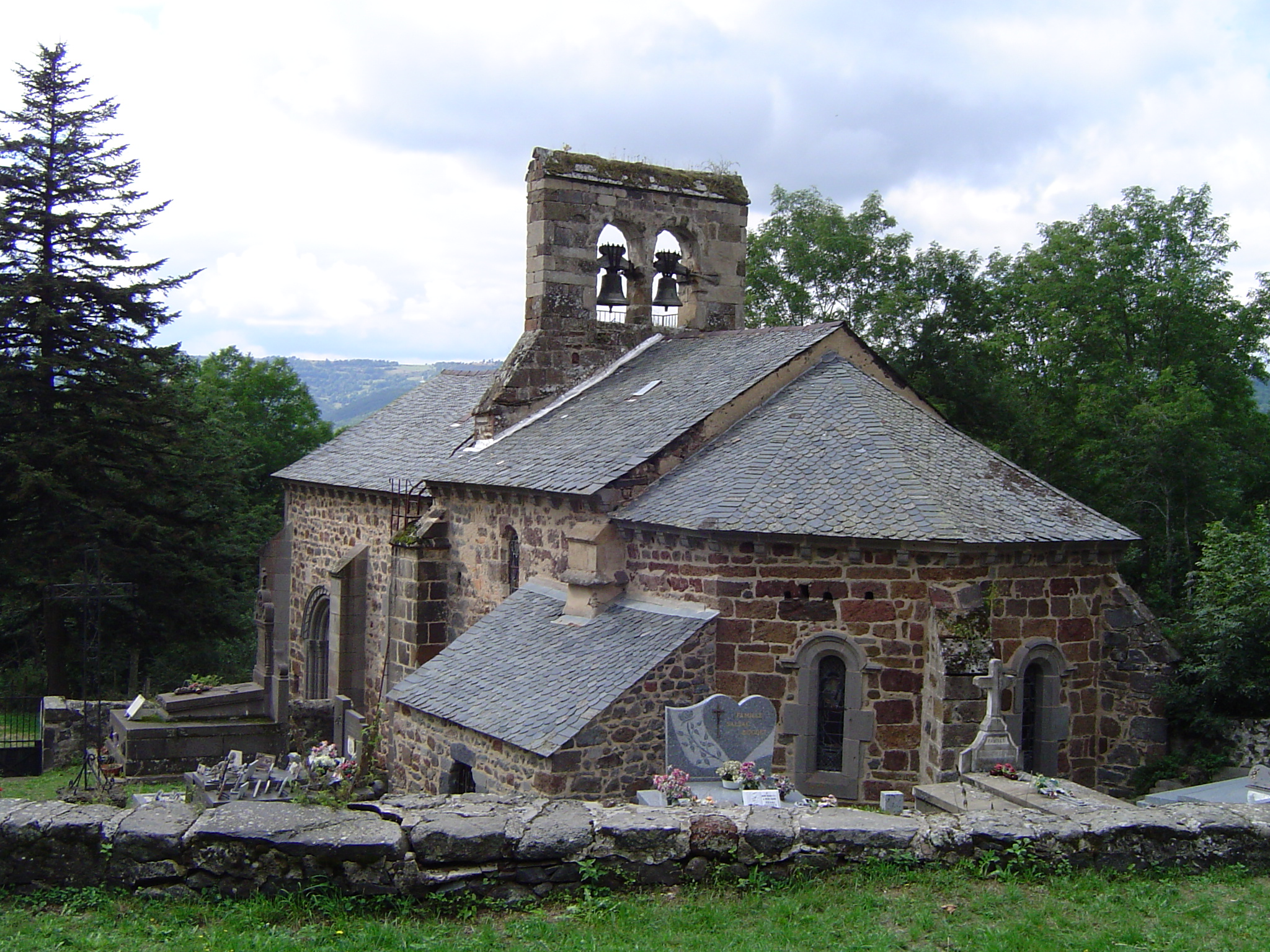
Церковь Сен-Мари-ле-Кро
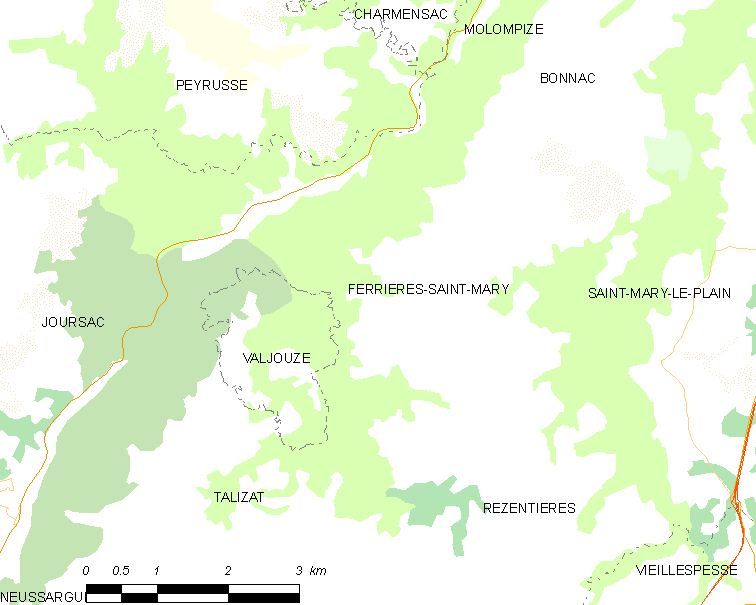
Карта коммуны